# Literatura alsaciana
Literatura alsaciana és la literatura feta a Alsàcia, regió de França amb influència germànica, que ha estat feta en alsacià, francès o alemany estàndard.

## Orígens
Del 14 de febrer del 842 data el Juraments d'Estrasburg, text bilingüe en antic alt-alemany i dialecte d'oïl, que assenyala l'existència i convivència de dos grups lingüístics diferenciats a la regió. El text es conservà gràcies a Nithard, i en ell l'emperador Carles el Calb es refereix a l'alsacià com a teudisca lingua (de theudisk, de l'alemany theoda "estirp, poble", i d'ací deutsch, alemany). Del 868 data també el primer text literari alemany en fràncic renà, lEvangelienbuc o Krist d'Otfrid von Weissenburg, dedicat a Lluís el Germànic.
El 1463 un deixeble de Gutemberg, Gunther Zainer, instal·là la primera impremta a Estrasburg, tot continuant els treballs de Johann Mantelin de Sélestat el 1458. 	Això facilitaria l'aparició d'una important literatura tant en alemany com en llatí, de tal manera que serà considerada com a l'Edat d'Or de la literatura alsaciana. Els principals autors foren Sebastian Brant (1428-1521) qui escriví el poema en alsacià Die Narrenschiff (La nau dels bojos, 1494) sobre els costums carnavalescos del baix Rin; Johann Fischart (1545-1591) amb les obres satíriques Geschischtsklitterung (Retalls d'història), Jesuiter hutlein (Barret de jesuïta), Das glückhaff schiff von Zurich (La venturosa nau de Zuric) i Gargantua und Pantagruel; Beatus Rhenanus (1485-1549) de Sélestat, historiador i humanista aristotèlic amic d'Erasme de Rotterdam, autor de Rerum Germanicum libri tres (1535); Jorg Wickram (mort el 1562) de Colmar, amb el conte dialectal Rollwagenbuchlein (Contes per viatjar en carro, 1555); Thomas Murner (1475-1537), frare franciscà, autor de Narrenbescheerung (Conjura de bojos, 1512) i Der Schelme zunft (Tropa de bergants, 1512); Jakob Whimpeling (1450-1528), predicador de Sélestat, amb Germania (1501) i Isidoneus… (1497); Johannes Pauli (1455-1530) de Thann, amb l'obra satírica Schimpfund und ernst (De debò i de broma, 1522); Jorg Obrecht (1547-1612), jurista, autor del tractat en llatí …Secreta politica (1617).
Durant el segle següent, però, les guerres dels pagesos i de religió, com la Guerra dels Trenta Anys, provocaren l'exili o el silenci de molts autors i la ruïna del país. Només hi destacarien alguns jesuïtes, com Johann Michael Moscherosch (1601-1669) amb Wunderliche und wahr haftige Gesichte Philanders von Sittewald (Extravagants i veritables visions de Filander von Sittewald, 1640) amb forta influència dels Somnis de Quevedo i profundament antifrancès, i Die Patientia (La paciència, 1669), i Jacob Balde (1604-1668), llibretista i director de teatre d'Ensisheim, autor en llatí de Batrachomyomachia (1637), Agathyrsos (1638) i Epodon (1645). També fou important Philipp Jakob Spener (1635-1705), teòleg fundador del pietisme, doctrina que resumiria en l'assaig Pia desideria oder herzliches Verlangen nach gott gefallingen Besserung der wahren evangelischen kirche (1675) i el cronista Johann Wencker (mort el 1659) autor d'una crònica de la Guerra dels trenta anys. El 1609 es va publicar a Estrasburg el primer diari en llengua alemanya, Relation aller Fürnemmen und Gedenkuurigen Historien.

## Seglexviii XVIII
El segle xviii es caracteritzarà per la francesització de la cultura alsaciana. Quan el territori passà a França, l'alemany i el dialecte restaren reduïts a la dimensió més regional. El 1771 es crearen les revistes Alsatia Illustrata i Alsatia Diplomatica. Algunes revistes alsacianes, com Sammler (1760) i Burgerfreund (1776) fan edicions en francès. I des del 1767 Koch, professor de la Universitat de Gotinga, hi ensenyà en francès història i política, i publicà Tableau des Revolutions d'Europe…. També hi destacaren els juristes Elias Obrecht (1654-1698) i Ulrich Obrecht (1646-1701) i Jean Schweighouse, així com els germans pedagogs Jérémie-Jacques Oberlin (1735-1806) autor d'un Essai sur le patois lorraine des environs du comté de Bar de la Roche/Wakdersbach (1775) i Johann Friederich Oberlinn (1740-1826) fundador d'escoles maternals a tota Alsàcia. També destacaria Johann Heinrich Lambert (1728-1777), matemàtic i físic de Mülhausen i també membre de l'Acadèmia de Ciències Prussiana, autor de Zur theorie der Parallellinien i Novum Organum, on se’l considera com a precursor del nou criticisme kantià.
Per altra banda, el 1782 es publicaria a Estrasburg la revista Strassbürger Gelehre Nachrichten (Gaseta Literària de Strassburg), sota el patrocini de Blessig, Saltzmann, Massenet i Bartholomai, que el 1785 publicarà el manifest L'esprit des jornaux étrangers. Se’l considera a la capçalera del moviment Sturm und Drang (tempesta i impuls) alsacià, reforçat pel fet que el gran poeta alemany Goethe va passar una gran temporada a Estrasburg (1770-1771), on descobrí la cançó popular i s'enamorà de Frederique Brion, filla del pastor de Sessenheim, i on s'inspirà de la major part de la seva obra. També passarien grans temporades al país escriptors alemanys com Herder i Lenz, que estudiaren a Estrasburg, i Georg Büchner (1813-1837) de Darmstadt, qui estudiaria neurofisiologia a Estrassburg el 1831-1833 i hi escriví el seu inacabat Woyzeck. En aquest nou corrent destacarien l'estrasburguès Heinrich Leopold Wagner (1747-1779) amb Die reve nacht der tat(1775), Die kinder morderin (1776) i Voltaire am abend siner apotheose (Voltaire al caient de la seva apoteosi, 1778), i el colmarià Gottlieb-Konrad Pfeffel (1736-1809), fundador de la Societat Literària de Colmar i autor dels poemes Ibrahim i Der tabakspfeife (La pipa de tabac, 1769).

## Primera meitat delseglexix
Durant aquest període es produí un important desenvolupament cultural tant en alemany com en dialecte alsacià. Ehrenfried Stoeber i Gottlieb Pfeffel del 1806 al 1809 van fundar la revista Alsatische Taschenbuch, i el 1810 es tornaria a obrir la Universitat d'Estrasburg, on s'estrenarien les primeres peces dramàtiques en dialecte alsacià malgrat la política d'assimilació duta a terme pel rector Montbrison, que hi proscriu l'alemany. Entre d'altres, destacarien Johann-Georg-Daniel Arnold (1780-1829) autor de la primera gran obra en dialecte, Der Pfingschtmontag, Lustspiel in Strassburger Mundart (Dilluns de Pasqua, 1816), molt lloada per Goethe; Ehrenfried Stoeber (1779-1835) autor del llibre de poemes Neujahrsbüchlein (Llibret del Nou Any, 1816), que conté el famós poema Wie ich's meine (Com ho entenc); i Johann-Peter Hebel (1760-1826), capellà evangèlic suís, autor del recull en dialecte Alemmanische gedichte (Històries alemanyes, 1803) i l'estudi sobre les parles renàniques Das schatzkastlein der Rheinlandischen hausfreunds (1811).
Del 1825 al 1828 Gottlieb Schweighauser (1776-1854) i Philippe Gobery (1786-1854) publicaren la revista Antiquités de l'Alsace, on apareixerien treballs en francès i llatí sobre la història del país, i el 1836 la revista Revue d'Alsace. L'autor bilingüe Louis Spach (1800-1879) compondria Henri Farel (1834), novel·la en francès, i Gedichte (1839) narracions dialectals. Una altra revista important fou Erwinia, que funcionaria el 1838-1839 sota el patrocini dels fills d'Ehrenfried Stoeber. Auguste Stoeber (1808-1884) compongué Sagen des Elsass (Històries d'Alsàcia, 1852), Alsabilder (Llegendes, 1836) i Elsasser Volksbüchlein (1842), i Adolphe Stoeber (1811-1892) escriví Reisebilder aus de Schweiz (1850) i Elsasser Schatakastlein (1877). Per la seva banda, el 1843 l'alemany Biedermann fundà la revista Germania, on destacava el tarannà francès dels alsacians, tot i que reconeix que la seva parla era germànica.

## Incorporació a Alemanya
Després de l'annexió d'Alsàcia-Lorena a l'imperi Alemany, la major part de la cultura es va fer en alemany. En el manteniment dels costums populars destacarien els músics Victor Nessler (1841-1890) i Jean-Baptiste-Theodore Weckerlin (1821-1910). Per altra banda, a França destacaria una important literatura francesa de temàtica alsaciana, de la que en foren representatives Alsace (1881) del duet Erckmann-Chatrian, i Au service de l'Allemande (1905) de Maurice Barrès. També contribuí a la difusió de la visió dels "germans perduts d'Alsàcia" la revista Revue Alsacienne Illustrée, publicada a França per Charles Spindler i Anselme Laugel.
Durant aquest període destacarien tres grups literaris alsacians, de diferents sensibilitats però amb idèntic amor pel país:
- El grup Alsabund (Lliga d'Alsàcia), també anomenat Heimatkunst. El principal exponent fou Friederich Lienhard (1865-1929), proalemany i partidari dels temes localistes, i fundador el 1908 de la revista Tuermer, que fa la "literatura del terror" amb esperit germànic. Escriví les novel·lesDie vorherrschaft Berlins (La supremacía de Berlín, 1900), Lebensfricht (1915) i Boerlieder (Cançons camperoles, 1900).
- El grup Elsässischer Theater, autors de peces teatrals en dialecte, on destacaren els germans Albert Matthis (1874-1930) i Adolf Matthis (1874-1944), així com Gustave Stosskopf (1869-1944), autor de les comèdies D'r Herr maire (El senyor alcalde), D'r candidat (El candidat), D'r Pariser Reis, D'r verbote fahre als kom, D'heimet (La pàtria) i altres. El 1908 fundaren la revista Strassburger Neue Zeitung (Noves Notícies de Strassburg).
- El grup expressionista aparegut el 1902 al voltant de la revista Der Sturmer (L'ímpetu), que s'oposa al conservatisme i destaca el caràcter europeu sintetitzant les herències alemanya i francesa, així com el diari Nord und Sud, partidaris d'una entesa francoalemanya. Hi destacarien els autors Ernst Stadler (1883-1914) mort al front, traductor a l'alemany de Balzac i Péguy i autor de la novel·la Der aufbruch (La partida, 1914); René Schickéle (1883-1940) amb les novel·les Der fremde (L'estranger, 1909) i Des erbe am Rhein (L'herència del Rhin, 1925), sobre la situació dels alsacians; Hans Arp (1887-1966) més conegut com a pintor i autor dels poemes surrealistes Die schwabenhoede (El testicle de l'oreneta, 1920); el lorenès Yvain Goll (1911-1950), considerat un dels fundadors del surrealisme que compondria els poemes en alemany Traumkraut (1951); i Otto Flake.

Al marge d'aquests grups, el polític Auguste Schneegans (1835-1898) escriví en alemany Aus dem Elsass (1875), i el seu fill Ludwig Schneegans compongué Samiel Hilf (1881). També fou important el polifacètic Albert Schweitzer (1875-1965), teòleg, pacifista, metge i músic que escriví Zwischer wasser und urwald (Entre aigua i selva verge, 1921), sobre les seves experiències africanes. També foren importants les revistes en dialecte Klapperstei', de Mulhouse, fundada el 1908 i dirigida per Henri Zislin (1875-1958), i Dur's Elsass, de Jean-Jacques Wlatz Hansi (1873-1951), escriptor i dibuixant, on hi publicà les Vogensebilder, llegendes popular en dibuixos, entre les quals destaca Professour Knatchske.

## Literatura d'entreguerres
El 1921 un grup de joves autors en alemany i en dialecte fundaren la revista Elserne Manns Gruppe (Grup de l'home de ferro), amb un ideari europeista, mentre el 1923 es fundava l'associació bilingüe Arc. Per altra banda, el 1927 fou creada la Societé des Ecrivains d'Alsace, que pretenia reagrupar els escriptors alsacians amb independència de l'idioma emprat a l'hora d'escriure. Durant aquests anys destacaria una nova generació que escriuria principalment en francès: Ernst Robert Curtius (1886-1956) autor d'assaigs en alemany sobre literatura francesa, com Die literarische wegbereiter des neuen Frankreich (Les orientacions literàries de la nova França, 1919) i Maurice Barrès und die geistigen Grundlagen des franzosischen nationalismus (Maurice Barès i els fonaments espirituals del nacionalisme francès, 1921); Marcel-Edmont Naegelen (1892-?) amb la novel·la Le revenant (1922); René Spaeth (1890-1972) amb les novel·les L'enfant artificiel (1926) i L'homme greffé (1931); Jean Gaensburger (1881-1950) amb Les quatre Musculus (1927); Maurice Betz (1898-1946) amb la novel·la Rouge et blanc (1923) ambientada durant l'annexió a França; Robert Heitz (1895-1980) amb Julien l'apostat (1939); i d'altres com Maxime Alexandre (1899-1976) autor en francès que va fer poemes en alemany, Alfred Kern, i René Ehni, autor de Que ferez-vous en novembre?. En alemany només destacaria Oscar Woehrle, autor de i l'antologia poètica Die frucht (La fruita, 1940).

## Literatura de postguerra
Un cop acabada la Segona Guerra Mundial, hom pot observar quatre línies literàries a Alsàcia.
- Els que escriuen en francès, com G.M. Brandtner, Denise Grappé, Sylvie Reff, Roland Reutenauer (1943) autor de poemes-assaig com Demain les fourches (1978), Repères-grille (1942), Blessures (1967) i Llequarrisseur aveugle (1975); Joseph-Paul Schneider (1940) amb Les gouffres de l'aube (1971), Jean-Claude Walter (1940) amb Poèmes des bords du Rhin (1972); Jean Paulde Dadelsen, Jean Christian, Guy Heitz (1932) amb Les petites vies (1952) i Le chambre de Sigmund Krause (1969); Jean-Paul Klée (1943) amb L'éte, l'eternité (1970) i La resurrection alsacianne (1977); Conrad Winter, France Bonnardel, Marc Jung i Roger Siffert.
- Els que escriuen en alemany, com Paul-George Koch, A. Andres, P. Bertolody, L.E. Schaeffer, G. Zink, i els més destacats, Alfred Kastler (1902-1984) autor del poemari Europe ma patrie/Deutsche lieder eines franzosischen europaers (1971) i Adrien Fink (1930) amb els poemes Der sprachlose (El mut, 1985) i Fremdsprache (Llengua estrangera, 1988).
- Els que escriuen en alsacià, com Mangold, Lustig, E. Storck, i sobretot Nathan Katz (1892-1981), autor del drama Annele Baltasar (1924) i dels poemes Das galgenstüblein (1920), Die stunde des Wunders (1930) i Sündgau (1958), i l'Association Jean Baptiste Theodore Weckerlinn. També hi ha literatura en fràncic, com Daniel Laumesfeld, teòric del moviment fràncic interdialectal i transfronterer, autor dels reculls Hënt (1977), Déi vum Museldall, Geeschtemat i Schënneren.
- Els autors trilingües, on destaquen Conrad Winter (1931) autor de Leeder vuum roode Haan (1972), Vogelfrei (1974), Lieder vun de Sunnebluem (1977) i Kerzlicht (1978); i André Weckman (1924) autor de Les nuits de Fastov (1968) en francès, Schang d'sunn schint schunglang, lieder fer d'elsasser (1975) en dialecte, i Fremdigetter (1978) en alemany. Winter, Weckman i Fink van dirigir el 1980 la revista In Dieser Sprache, amb poemes en alemany i dialecte.

Alguns dels poemes d'autors alsacians en alemany i dialecte aparegueren publicats en l'antologia del 1970 Auslandsdeutsche literatur der gegenwart (Literatura dels alemanya de fora ara), dedicada a les minories germanòfones de fora d'Alemanya.